# Pinaroloxias inornata
El pinzón de Darwin de la Cocos o pinzón de la isla del coco (Pinaroloxias inornata) es una especie de ave paseriforme de la familia Thraupidae endémica de la isla del Coco. Es el único de los pinzones de Darwin no nativo de las islas Galápagos, y el único miembro del género Pinaroloxias.

## Distribución y hábitat
Es endémica de la isla del Coco, en el Océano Pacífico, distante 532 kilómetros de Costa Rica, a quien pertenece. Es el ave terrestre más abundante de la isla del Coco. Se puede encontrar en todos los hábitats de la isla: enmarañados de Hibiscus a lo largo de la costa, bosques, campo abierto, selvas húmedas, así como también en zonas de vegetación perturbada.

## Descripción
Mide 12 cm de longitud, con un peso aproximado de 12,5 g. El pico es puntiagudo, con el culmen curvo y de color negro. El macho es completamente negro, mientras que la hembra es marrón con muchas rayas, con una superficie inferior más pálido. Los jóvenes son similares, pero tienen picos amarillos. 

## Estado de conservación
A pesar de ser abundante en la isla, con una población estimada entre 6000 a 15 000 individuos maduros,de ser tolerante a la degradación de su hábitat, y de no parecer afectado por la introducción de especies herbívoras en áreas boscosas, el pinzón de Darwin de la Cocos ha sido calificado como vulnerable debido a su pequeña zona de distribución, sujetada a catástrofes aleatorias y a la invasión de predadores extraños,como ratas o gatos.Toda la isla es protegida como el parque nacional Isla del Coco, creado en 1978.

## Comportamiento

### Alimentación
Su dieta consiste de frutos blancos, néctar, artrópodos y semillas de gramíneas. Se registran cuatro tipos principales de actividades de forrajeo: frutos de Cecropia pittieri, néctar de Hibiscus tiliaceus, hurgar en enmarañados de enredaderas y hurgar en el follaje de los árboles. Parece que cada individuo prefiere una técnica en particular, resultando en especialización individual de la forma de alimentación.

### Reproducción
Se reproduce durante todo el año, principalmente entre enero y mayo. El macho construye un nido esférico, con entrada lateral hacia arriba, hecho con hierbas secas y vegetación (muchas veces los materiales utilizados son líquenes y musgos). La puesta es de cuatro huevos blancuzcos con puntos rosados o pardos.

## Sistemática

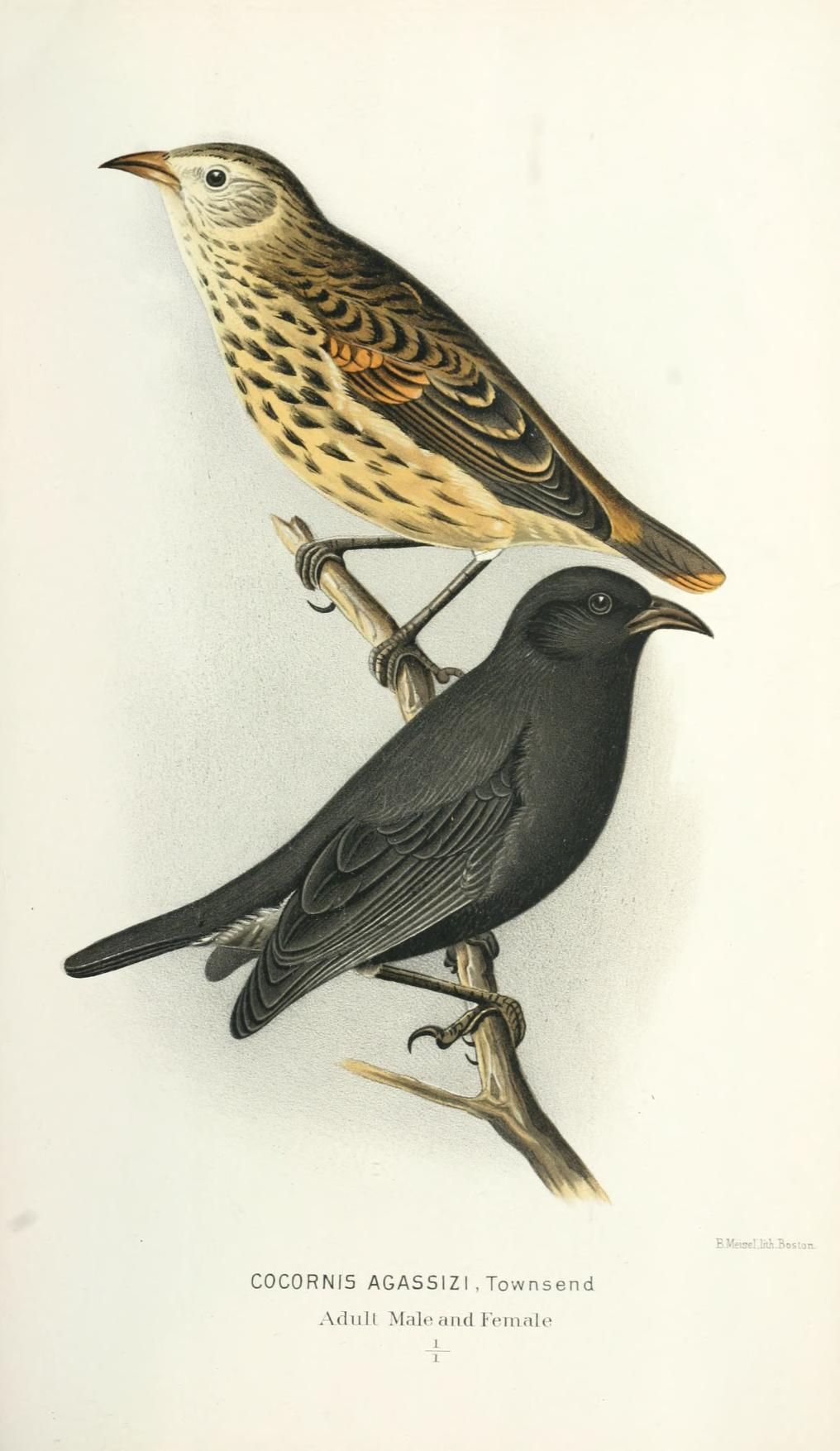
Cocornis agassizi, sinónimo posterior de Pinaroloxias inornata, macho y hembra, ilustración de Charles Haskins Townsend en Bulletin of the Museum of Comparative Zoology at Harvard College, 1895.

### Descripción original
La especie P. inornata fue descrita por primera vez por el naturalista británico John Gould en 1843 bajo el nombre científico Cactornis inornatus; su localidad tipo es: «Bow Island, Low Archipelago, Polynesia, corregido para Isla de Cocos, Costa Rica».
El género Pinaroloxias fue propuesto por el zoólogo británico Richard Bowdler Sharpe en 1885.

### Etimología
El nombre genérico femenino Pinaroloxias es una combinación de palabra del griego «pinaros» que significa ‘sucio’, ‘escuálido’, y del género Loxias, los piquituertos del Viejo Mundo; y el nombre de la especie «inornata» deriva del latín  «inornatus» que significa ‘liso’, ‘sin adornos’.

### Taxonomía
Los datos genéticos de Burns et al. (2002, 2003) suministraron un fuerte soporte para un grupo monofilético formado por Coereba, Tiaris, y los pinzones de Galápagos (Certhidea, Platyspiza, Camarhynchus y Geospiza, e incluyendo Pinaroloxias), así como también los géneros caribeños Euneornis, Loxigilla, Loxipasser, Melanospiza y Melopyrrha todos durante décadas colocados en la familia Emberizidae; este grupo aparecía embutido dentro del linaje de los tráupidos. Como resultado de esos estudios, todos los géneros citados, incluyendo Loxigilla, fueron transferidos para Thraupidae.
Finalmente, los estudios de Barker et al. (2013) y Burns et al. (2014) confirmaron fuertemente la monofilia del clado descrito más arriba y propusieron el nombre de una subfamilia Coerebinae, para designarlo. 
Es monotípica.